# Liste der Stolpersteine in Kneitlingen
Die Liste der Stolpersteine in Kneitlingen enthält alle Stolpersteine, die im Rahmen des gleichnamigen Kunst-Projekts von Gunter Demnig in Kneitlingen verlegt wurden. Mit ihnen soll der Opfer des Nationalsozialismus gedacht werden, die in Kneitlingen lebten und wirkten. Bisher (Stand: Juni 2019) wurde ein Stolperstein verlegt.

## Liste der Stolpersteine
| Bild | Person, Inschrift | Adresse                                                                      | Verlegedatum  | Anmerkung |
| ---- | --- | ---------------------------------------------------------------------------- | ------------- | --- |
|      | HIER ZWANGSARBEITETE SZCZEPAN SERWIEN JG. 1913 POLEN KRIEGSGEFANGENER VERHAFTET 4.2.1943 'DEUTSCHFEINDLICHE GESINNUNG' TODESURTEIL 10.3.1943 HINGERICHTET 6.4.1943 GEFÄNGNIS WOLFENBÜTTEL | Vor dem Brunnen vor dem Wohnhaus der Hofanlage Ringstraße 6 in Kneitlingen · | 19. Nov. 2015 | Szczepan (Stefan) Serwien, geboren ca. 1913, war ein polnischer Kriegsgefangener, der für einen Landwirt in Kneitlingen arbeiten musste. Weil er sich in Wut kritisch über die Deutschen äußerte, bei denen er Zwangsarbeit leistete, wurde er am 2. Februar 1943 verhaftet, wegen „deutschfeindlicher Äußerungen“ angeklagt und durch das Sondergericht in Braunschweig zum Tod verurteilt. Er wurde am 10. März 1943 im Gefängnis Wolfenbüttel hingerichtet. |